# Felsőtelek
Felsőtelek (románul: Teliucu Superior vagy Teliucu de Sus) falu Romániában, Erdélyben, Hunyad megyében.

## Fekvése
Vajdahunyadtól hat kilométerre délre, a Csolnakosi-tó északi csücskében fekszik.

## Története
Első említéseikor Juba néven volt ismeretes. 1733-ban Telyuk, 1850-ben Felső Telek néven említették. A vajdahunyadi kincstári uradalomhoz tartozó jobbágyai a 18. század közepén Ploszkabányán tartoztak bányanapszámot teljesíteni. A Cserna és a Gavosdiai- (Runk-) patak összefolyásánál 1800-ban három vaskohó és egy kalapács működött, amelyeket 1872-ben bontottak le. A 19. század első felében hámorgondnokságához (Hammerschafferei) tartozott a helyi, az alsóteleki, a vajdahunyadi és a csernabányai hámor. Az 1850-es népszámláláson még nem, majd csak 1857-ben szerepel önálló községként.
1910-ben 256 lakosából 248 volt román, 5 német és 3 magyar anyanyelvű; 162 görögkatolikus, 85 ortodox és 5 római katolikus vallású.
2002-ben 306 lakosából 301 volt román és 2 magyar nemzetiségű; 273 ortodox, 16 római katolikus és 9 pünkösdista vallású.